# Bryngwran
Bryngwran est une localité du pays de Galles située sur l’île d’Anglesey.